# Samantha Strelitz
Samantha Strelitz (Verenigde Staten, 19 oktober 1986) is een Amerikaanse actrice. Ze is het meest bekend door haar rol in het computerspel Red Dead Redemption 2 uit 2018, waar Strelitz de motion capture van het personage Mary-Beth Gaskill verzorgde.

## Filmografie

### Films
| Jaar | Titel                           | Rol               |
| ---- | ------------------------------- | ----------------- |
| 2011 | Trapped                         | Amber             |
| 2012 | Placebo                         | Sara              |
| 2013 | Wet Behind the Ears             | Amanda            |
| 2013 | Kingdom Come                    | Evelyn            |
| 2015 | The Protokon                    | Dawn              |
| 2015 | Dark Passenger: Volume 1        | Cara White        |
| 2016 | Thorns for Flowers              | Catherine Lambert |
| 2020 | Simk Story Short Movies Theater | Sarah             |
| 2020 | DieRy                           | Sarah             |

### Korte films
| Jaar | Titel                                 | Rol                    |
| ---- | ------------------------------------- | ---------------------- |
| 2010 | The Long Farewell                     | Roberta Blackstone     |
| 2011 | Any Day Now                           | Sam                    |
| 2011 | PB & J                                | N/A                    |
| 2011 | Oceans                                | Amber                  |
| 2011 | My Ketchup Smiles                     | Diana                  |
| 2012 | Molly                                 | Molly                  |
| 2012 | Into the Rose Garden                  | Sylvia                 |
| 2012 | Plurality                             | Alana Winston          |
| 2012 | The 5Boroughs                         | Cara                   |
| 2012 | Houston & 6th                         | Cara White             |
| 2012 | Sides                                 | Tess                   |
| 2013 | Sins of Lambs                         | Christa Donovan        |
| 2013 | Mindless                              | Maria                  |
| 2013 | In the Name of the Father             | Anna Griffon           |
| 2014 | Circles                               | N/A                    |
| 2014 | Serpent Dreams                        | Helen                  |
| 2014 | In My Beginning Is My End             | N/A                    |
| 2014 | Blunderbus                            | Customer               |
| 2014 | A Walk on Cutter's Ridge              | Margeau                |
| 2015 | Artemis Falls                         | CAPCOM Mission Control |
| 2015 | Siren Call                            | Elle                   |
| 2015 | Five Nights at Freddy's: Cold Storage | Vicky                  |
| 2016 | Gala                                  | Faye                   |
| 2016 | Another Girl                          | Alice                  |
| 2018 | Significant Other                     | Significant Other CEO  |
| 2018 | Brunch on What Grounds                | Elizabeth Neil         |
| 2019 | Keylight                              | Saeah                  |
| 2020 | Vision of Crime                       | Dr. Rice               |

### Series
| Jaar | Titel                   | Rol                                                  |
| ---- | ----------------------- | ---------------------------------------------------- |
| 2011 | Celebrity Close Calls   | Morgan Fairchild                                     |
| 2011 | The RAs                 | Summer Shine                                         |
| 2012 | Celebrity Ghost Stories | Joan Van Ark                                         |
| 2012 | The O.C. Club           | Lisa Socoloff                                        |
| 2012 | I Married a Mobster     | Sharon McDonnell                                     |
| 2013 | In Between Men          | Vanessa                                              |
| 2016 | Vinyl                   | Female Recording Studio Back Up Singer with Cardigan |
| 2018 | #WarGames               | Female Reporter                                      |

### Computerspellen
| Jaar | Titel                 | Rol               |
| ---- | --------------------- | ----------------- |
| 2018 | Red Dead Redemption 2 | Mary-Beth Gaskill |